# نيكولا تسلا
نيكولا تسلا (بالإنجليزية: Nikola Tesla)‏ (10 يوليو 1856 – 7 يناير 1943) مخترع وفيزيائي ومهندس كهربائي ومهندس ميكانيكي ومستقبلي صربي أمريكي، اشتهر بإسهاماته في تصميم نظام التيار المتردد الرئيسي.
اكتسب تسلا خبرة في التهاتف والهندسة الكهربية قبل هجرته إلى الولايات المتحدة سنة 1884 للعمل لدى توماس إديسون في مدينة نيويورك. سرعان ما انفصل تسلا عن إديسون وأسس معامله وشركاته لتطوير عدد من الأجهزة الكهربائية. اشترى جورج ويستينغهاوس حقوق استغلال براءة اختراع تسلا للمحرك الحثي والمُحوّل، كما عيّنه ويستينغهاوس لفترة قصيرة مستشارًا له. كان عمل تسلا لسنوات لتطوير الطاقة الكهربائية جزء من «حرب التيارات» بين أنصار التيار المتردد والتيار المستمر، وكذلك حرب البراءات. وفي سنة 1891، حصل تسلا على المواطنة الأمريكية.
واصل تسلا العمل على أفكاره حول الإضاءة اللاسلكية والتوزيع الكهربائي في الجهد العالي وتجارب الطاقة عالية التردد، وصرّح سنة 1893 بإمكانية إجراء اتصال لاسلكي بأجهزته. حاول تسلا تنفيذ أفكاره تلك بمحاولة عمل بث لاسلكي عابر للقارات، في مشروعه غير المكتمل برج واردنكليف. كما أجرى في معمله مجموعة من التجارب على المتذبذبات والمولدات الميكانيكية، وأنابيب التصريف الكهربائية، ومحاولات أوليّة للتصوير بالأشعة السينية. كذلك بنى قاربًا يتم التحكم فيه لاسلكيًا، وهو الحدث الفريد من نوعه حينها.
اشتهر تسلا بإنجازاته وظهوره الذي أكسبه في نهاية المطاف سمعة في الثقافة الشعبية بصفته «عالم مجنون». أكسبته براءات اختراعاته قدرًا كبيرًا من المال، أنفق جزءً كبيرًا منه لتمويل مشاريعه الخاصة التي تفاوتت نجاحاتها. عاش تسلا معظم حياته في سلسلة من فنادق نيويورك حتى تقاعده. وقد توفي تسلا في 7 يناير 1943. خبا ذكر أعمال تسلا نسبيًا بعد وفاته، حتى سنة 1960 عندما أطلق المؤتمر العام للأوزان والمقاييس اسمه على الوحدة الدولية لقياس كثافة الحقل المغناطيسي تسلا تكريمًا له. ومنذ تسعينيات القرن العشرين، تجدد الاهتمام بتسلا وأعماله.

## النشأة

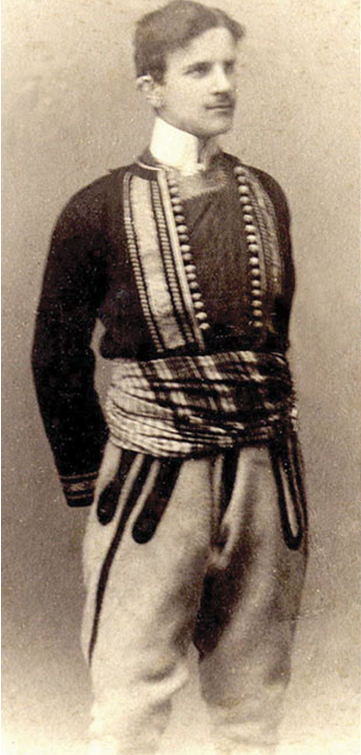
تسلا مرتديًا اللباس التقليدي حوالي سنة 1880 م.

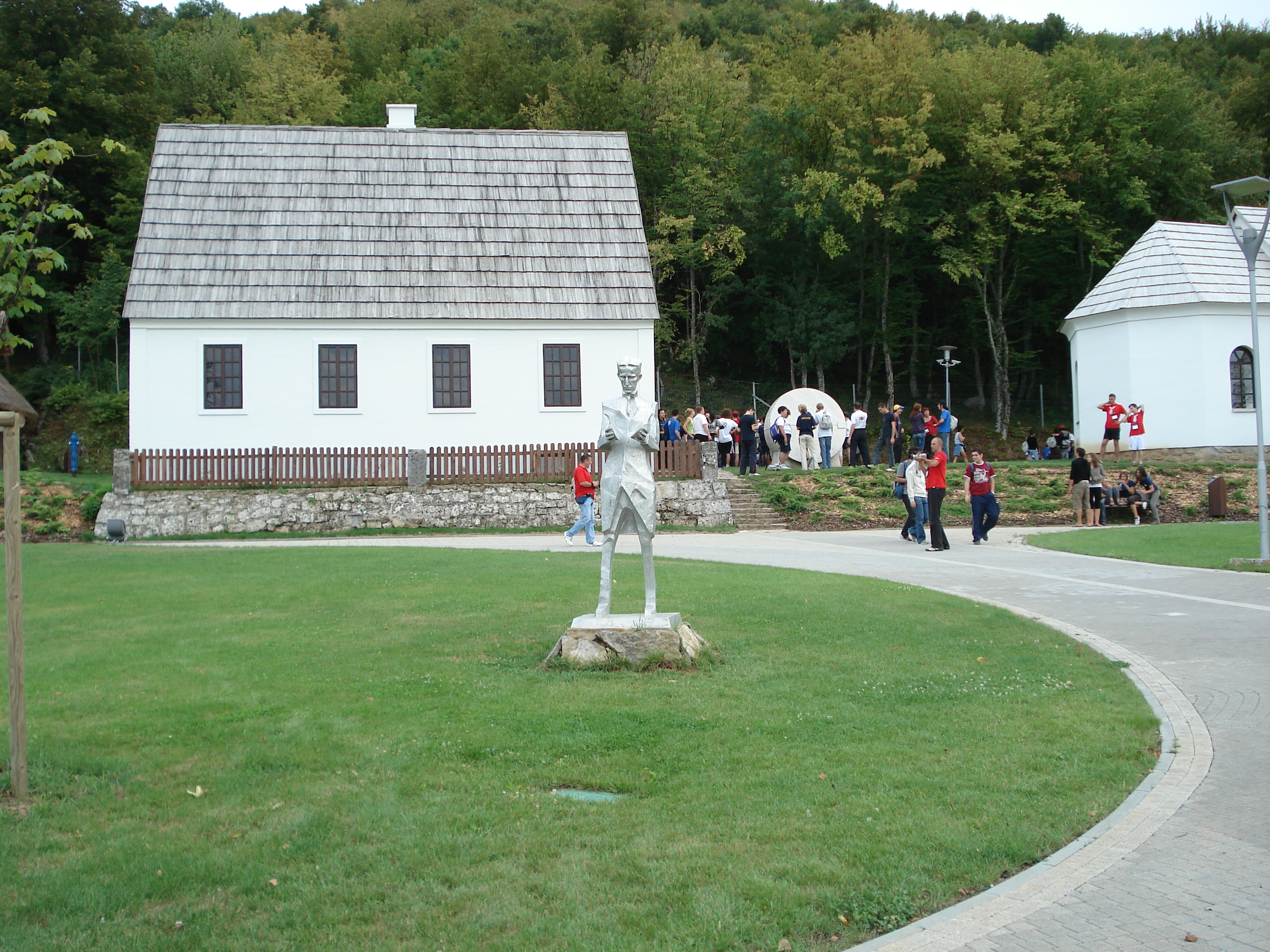
منزل تسلا المُجدّد في سميلجان بكرواتيا حيث وُلد، الكنيسة المُجدّدة حيث خدم والده. خلال حروب يوغوسلافيا، تضرّر المبنيين بشدّة، وأعيد بنائهما وافتتاحهما سنة 2006 م.

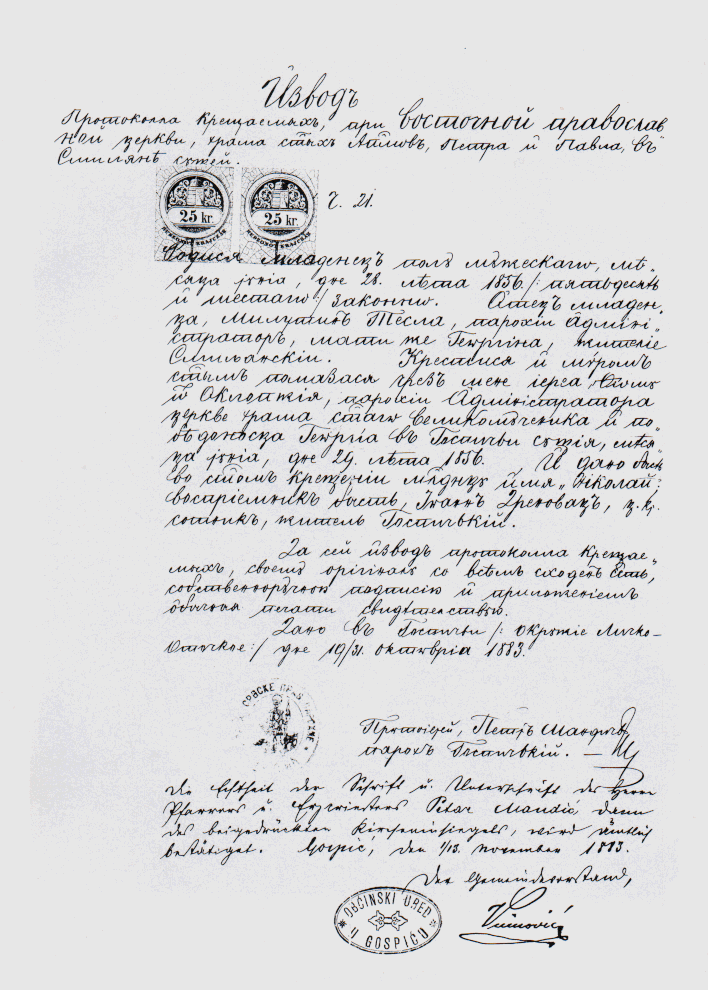
سجل تعميد تسلا في 28 يونيو 1856 م.

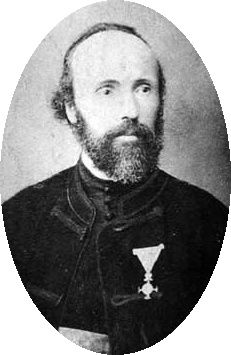
الكاهن الأرثوذكسي الشرقي ميلوتين تسلا والد نيكولا تسلا في قرية سميلجان.

ولد تسلا في 10 يوليو 1856 لعائلة صربية تعود أصولها لغرب صربيا بالقرب من الجبل الأسود، حيث كانت ولادته في قرية سميلجان في الإمبراطورية النمساوية (الآن في كرواتيا). كان والده ميلوتين كاهنًا في الكنيسة الأرثوذكسية الشرقية. أما والدته دوكا فقد كان والدها أيضًا كاهنًا أرثوذكسيًا، كانت لديه موهبة في صنع الأدوات الحرفية المنزلية والأجهزة الميكانيكية والقدرة على حفظ القصائد الملحمية الصربية. لم تتلق والدة تسلا تعليمًا رسميًا، إلا أن نيكولا تسلا أرجع ذاكرته التصويرية وقدراته الإبداعية لجينات والدته وتأثيرها.
كان نيكولا تسلا الرابع بين إخوته الخمسة، وإخوته هم شقيقه الأكبر دان وشقيقاته ميلكا وأنجلينا وماريكا. قُتل دان في حادث حصان عندما كان نيكولا في الخامسة من عمره. وفي سنة 1861 م، ارتاد نيكولا المدرسة الابتدائية في قريته حيث درس الألمانية وعلم الحساب والدين. وفي السنة التالية، انتقلت عائلته إلى غوسبيتش، حيث عمل والده كراعٍ لكنيسة، وفيها أنهى نيكولا مدرسته الابتدائية.
في سنة 1870 م، انتقل تسلا إلى كارلوفاتش، للالتحاق بالمدرسة الأعلى حيث تأثر فيها بمدرس الرياضيات مارتن سيكولفيتش. كانت الدراسة في تلك المدرسة بالألمانية، نظرًا لوقوعها في منطقة الحدود العسكرية النمساوية-المجرية. كان بإمكان تسلا إجراء حسابات التفاضل والتكامل في رأسه، مما جعل مُدرّسيه يعتقدون بأنه يغش. أنهى نيكولا أربع سنوات دراسية في ثلاث سنوات فقط، فتخرّج من المدرسة سنة 1873 م، ليعود لقريته الأم. ما أن عاد حتى أُصيب بالكوليرا، ولزم الفراش لتسعة أشهر وقد قارب على الوفاة. وفي لحظة يأس، أعطى والد تسلا وعدًا لابنه أنه في حال تم شفاؤه فسيقوم بإرساله إلى أفضل مدرسة هندسية. (كانت خطط والده في البداية أن يجعل ابنه كاهنًا).
في سنة 1874 م، تهرّب تسلا من الالتحاق بالجيش النمساوي المجري في سميلجان، بالفرار إلى تومينغاج. هناك، لجأ إلى الجبال في زي الصيادين، حيث يُعتقد أن ذلك أكسبه قوة بدنية وعقلية، كما قرأ هناك العديد من الكتب كأعمال مارك توين التي ساعدته في الاستشفاء من مرضه القديم. وفي سنة 1875 م، التحق تسلا بجامعة غراتس للتكنولوجيا في غراتس بالنمسا بمنحة دراسية. خلال السنة الأولى، لم يتغيب تسلا عن أي من دروسه، وحصل على أعلى تقدير ممكن، وأنهى 9 امتحانات (حوالي ضعف ما هو مطلوب منه)، كما أسس ناديًا ثقافيًا صربيًا، وحصل على خطاب توصية من عميد الكلية التقنية إلى والده قائلاً: «إن ابنك نجم من الدرجة الأولى.» وزعم تسلا أنه كان يعمل من الثالثة صباحًا إلى الحادية عشر مساءًا حتى في أيام الآحاد أو العطلات. وقد تفاجأ نيكولا عندما وجد عددًا من الرسائل التي وجهها أساتذته إلى والده يحذرونه من أنه إن لم يسحب ابنه من المدرسة، فإن ابنه سيموت من الإجهاد. وخلال السنة الثانية، تصادم تسلا مع أستاذه بوشيل عندما صارحه تسلا بأن عواكس التيار في مولّد غرام ليس ضروريًا. وبنهاية السنة الثانية، فقد تسلا منحته الدراسية وأصبح مدمنًا للمقامرة. وفي السنة الثالثة، فقد تسلا بدلاته ورسومه الدراسية في الرهان، ثم استعادها بعد ذلك في المقامرة، وأرسل المال الفائض لأسرته. وبحلول وقت الامتحانات، لم يكن تسلا مستعدًا، وطلب التأجيل للمذاكرة، لكن طلبه رُفض. في النهاية، لم يتخرج تسلا من الجامعة، ولم يحصل على درجته العلمية في الفصل الأخير.
في ديسمبر 1878 م، غادر تسلا غراتس، وقطع كل علاقاته بعائلته حتى لا ينكشف أمر تسرّبه من المدرسة، كما ظن أصدقائه أنه غرق نهر مور. انتقل تسلا إلى ماريبور (الآن في سلوفينيا)، حيث عمل كرسّام للمخططات مقابل 60 فلورين شهريًا، وأمضى وقت فراغه في لعب الورق مع الرجال المحليين في الطرقات. وفي مارس 1879 م، ذهب ميلوتين تسلا إلى ماريبور ليستعطف ولده للعودة إلى المنزل، إلا أن نيكولا رفض. في نفس الفترة تقريبًا، عانى نيكولا من انهيار عصبي. وفي 24 مارس 1879، تم ترحيل تسلا إلى غوسبيتش تحت حراسة الشرطة نظرًا لعدم حوزته على تصريح بالإقامة. وفي 17 أبريل 1879 م، توفي ميلوتين تسلا في عمر الستين دون أن يتحدد ماهية مرضه  (رغم زعم بعض المصادر وفاته بالسكتة الدماغية). أصيب تسلا بحالة من الرعب بعد وفاة والده سنة 1879 م. وخلال نفس السنة، درّس تسلا لفصل دارسي كبير في مدرسته القديمة في غوسبيتش.
في يناير 1880 م، منحه اثنين من عمومته مالاً كافيًا لمساعدته على الرحيل من غوسبيتش إلى براغ حيث كان يدرس. لكنه وصل متأخرًا، ولم يتمكن من الالتحاق بجامعة كارلوفا في براغ. ورغم عدم معرفته لليونانية أو التشيكية الأساسيين للالتحاق بالجامعة، إلا أنه التحق بالجامعة كمستمع، وحضر بعض دروسها دون أن يحصل على درجة علمية كنتيجة لحضوره. وفي سنة 1881 م، انتقل تسلا إلى بودابست للعمل مع فيرينك بوشكاش في شركة بودابست للبرق. وما أن وصل حتى فوجيء بأن الشركة تحت الإنشاء، فعمل كرسام مخططات في مكتب البرق المركزي في بودابست. وخلال شهور، اكتمل إنشاء شركة بودابست للبرق، وتم تعيين تسلا في منصب اختصاصي الكهرباء الرئيسي. وخلال عمله، أضاف تسلا عددًا من التحسينات لأجهزة الشركة، وقيل أنه اخترع مضخم هاتفي، ولكنه لم يحصل على براءة اختراع أو حتى وصفه علانية.

### العمل لدى إديسون
في سنة 1882 م، انتقل تسلا إلى فرنسا للعمل في شركة إديسون في أوروبا لتصميم وتطوير الأجهزة الكهربائية. وفي يونيو 1884 م، هاجر تسلا إلى نيويورك في الولايات المتحدة، حيث وظّفه توماس إديسون للعمل في شركة إديسون للأعمال الميكانيكية في مانهاتن. بدأ عمل تسلا مع إديسون كمهندس كهربائي، وتمكن بسرعة من حل معضلات صعبة في العمل. ثم أُوكل إليه مهمة إعادة تصميم مولّد شكرة إديسون للتيار المستمر. وفي سنة 1885 م، إدعى تسلا أنه بإمكانه أن يعيد تصميم مولدات وآليات إديسون غير الفعالة بطريقة تضمن الخدمة الجيدة والكفاءة الاقتصادية. ووفقًا لتسلا، فقد عقّب إديسون على ذلك قائلاً: «سأمنحك خمسين ألف دولار إن استطعت ذلك.» كان ذلك تصرُّفًا فرديًا من إديسون الذي كانت شركته شحيحة في أجور عُمّالها وتعاني من نقص في السيولة. وبعد شهور، أنجز تسلا المهمة وطالب بجائزته. تهّرب إديسون متعللاً بأنه كان يمزح، وردّ قائلاً: «تسلا، يبدو أنك لا تفهم حس الدعابة الأمريكية.»  وبدلاً من الجائزة، عرض إديسون علاوة أسبوعية قدرها 10 دولارات إضافة على راتب تسلا الأسبوعي البالغ 18 دولارًا. رفض تسلا العرض، واستقال على الفور.

## سنوات الازدهار
بعد أن ترك تسلا شركة إديسون، تشارك تسلا سنة 1886 م مع رجلي الأعمال روبرت لين وبنجامين فيل، اللذان وافقا على تمويل شركة للإنارة الكهربائية سمّاها تسلا شركة تسلا للإضاءة الكهربائية والتصنيع. ثبتت الشركة أنظمة إضاءة تستخدم المصابيح القوسية الكهربائية التي صمّمها تسلا. كما صمم مفاتيح تحويل لمحركات الدينامو الكهربائية التي كانت أول براءات اختراع تسلا الصادرة في الولايات المتحدة.
لم يُبد المستثمران اهتمامًا كافيًا بأفكار تسلا حول الأنواع الجديدة لمحركات وأجهزة النقل الكهربائي، حيث فضّلا تطوير المرافق الكهربائية بدلاً من اختراع أنظمة جديدة. ومن ثمّ، طردا تسلا دون أن يحصل على بنس واحد، بل وفقد حق التحكم في براءات الاختراع التي نالها، حيث كان قد نسبها للشركة بدلاً من نفسه. اضطر تسلا للعمل في عدد من وظائف الصيانة الكهربائية وكحفّار للخنادق مقابل دولارين في اليوم. اعتبر تسلا شتاء 1886/1887 وقت «الصداعات الرهيبة والدموع المريرة». خلال تلك الفترة، تسائل عن فائدة تعليمه.

### التيار المتردد والمحرك الحثي

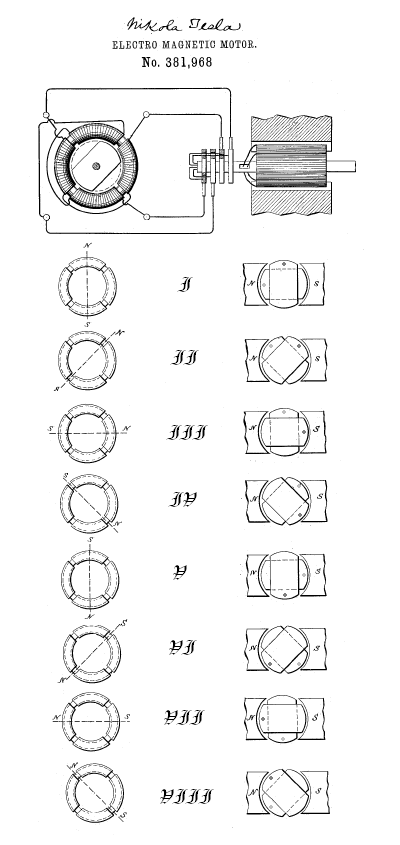
مخطط براءة الاختراع الأمريكية رقم 381,968، التي توضح مبدأ تسلا في عمل المحرك الحثي ذي التيار المتردد.

في أواخر سنة 1886، التقى تسلا بألفريد براون المشرف في ويسترن يونيون، وبتشارلز بيك المفوض القانوني لنيويورك. كان الرجلان على دراية بآلية تأسيس الشركات، ويتبنيان الاختراعات وبراءاتها من أجل الحصول على مكاسب مادية، واتفقا على تقديم تمويل مادي لتسلا. أسس الثلاثة شركة تسلا للكهرباء في أبريل 1887 م بعد أن اتفقوا على تقسيم عوائد براءات الاختراعات ثلث لتسلا وثلث لشريكيه وثلث يضاف إلى رأس مال الشركة. فأسسوا معملاً لتسلا في 89 شارع الحرية في مانهاتن حيث عمل على تطوير وتصميم أنواع جديدة من المحركات والمولدات الكهربائية وغيرها من الأجهزة.
في سنة 1887 م، طوّر تسلا محرك حثي يعمل بالتيار المتردد، وهو نظام الطاقة الذي بدأ استخدامه في أوروبا والولايات المتحدة لمميزاته في نقل تيار الجهد العالي المتردد لمسافات طويلة. استخدم المحرك تيارًا متعدد الأطوار ينتج حقل مغناطيسي دوار لتشغيل المحرك. حصل تسلا على براءة اختراع هذا المحرك الكهربائي المبتكر في مايو 1888 م، وهو المحرك صُمم ليعمل ذاتيًا ببساطة دون الحاجة إلى مبادل كهربائي، وبالتالي لا يحتاج إلى إنتاج شرارة انطلاق ولا يحتاج للصيانة الدورية لاستبدال الفرش الميكانيكية.
وفي سنة 1888 م، رتّب توماس كوميرفورد مارتن محرر مجلة «عالم الكهرباء» موعدًا لتسلا ليشرح نظام التيار المتردد الذي ابتكره وتطبيقه على محركه الحثّي أمام المعهد الأمريكي لمهندسي الكهرباء (الآن جمعية مهندسي الكهرباء والإلكترونيات). أبلغ مهندسون في شركة وستنغهاوس للكهرباء والصناعة جورج ويستينغهاوس عن امتلاك تسلا لمحرك التيار المتردد ذو المستقبل المشرق ونظام الطاقة المرتبط به، وهو ما كان ويستنغهاوس يتطلع الحصول على براءة اختراعه. كان ويستنغهاوس يعمل على الحصول على براءة اختراع للمحرك الحثي ذي المجال المغناطيسي الدوار عاكس التيار الذي تناوله العالم الإيطالي غاليليو فيراري في ورقة بحثية في مارس 1888 م، لكنه أيقن أن براءة اختراع جهاز تسلا ستمكّنه من السيطرة على السوق.

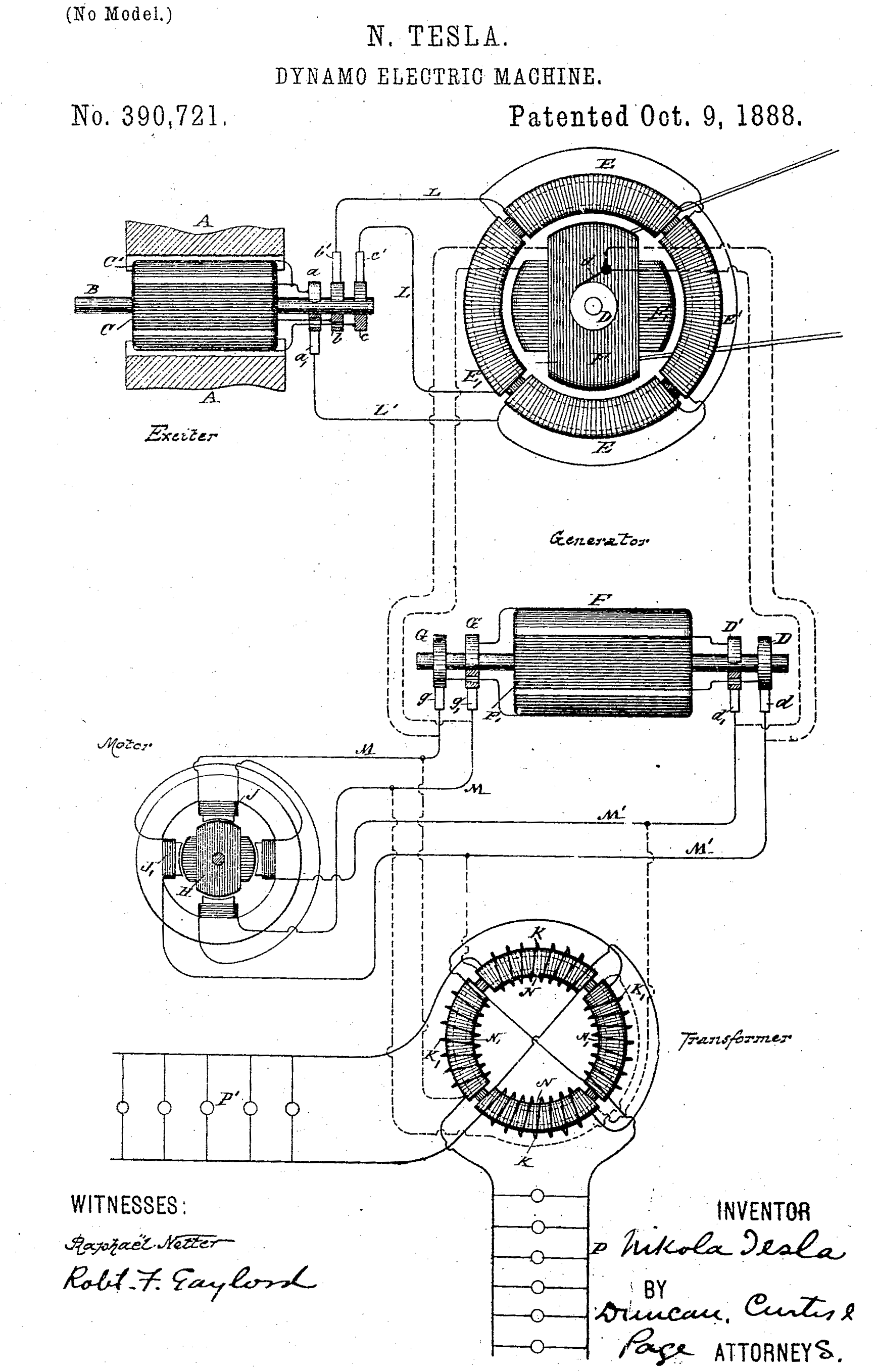
مخطط براءة الاختراع الأمريكية رقم 390,721 لمولد تسلا الكهربائي ذي التيار المتردد التي حصل عليها سنة 1888 م.

في يوليو 1888 م، تفاوض براون وبيك مع ويستنغهاوس حول الترخيص لوستنغهاوس باستغلال تصاميم تسلا للمحرك والمُحوّل الحثيين متعددي الأطوار مقابل 60,000 دولار أمريكي نقدًا إضافة إلى 2.5 دولار مقابل كل حصان تيار متردد مُنتج من كل محرك. كما وظّف ويستنغهاوس تسلا لمدة سنة واحدة مقابل أجر قدره 2,000 دولار (حوالي 52,700 دولار اليوم) للعمل كمستشار في معامل شركة ويستنغهاوس للكهرباء والصناعة في بيتسبرغ.
خلال تلك السنة، ساهم تسلا في إنتاج نظام تيار متردد لتشغيل ترام المدينة. إلا أن تسلا اعتبر تلك الفترة من الفترات المُحبطة، بعد اصطدامه مع مهندسي الشركة الآخرين حينما استقرّوا في البداية على استخدام نظام التيار المتردد ذي الستين دورة الذي اقترحه تسلا ليتوائم مع تردد محركه، غير أنهم بعد فترة قصيرة وجدوا أنه لا يصلح للترام، نظرًا لأن محرك تسلا الحثي يعمل بسرعة ثابتة فقط. واتفقوا في النهاية على استخدام محرك جر ذي التيار الثابت.

### حرب التيارات
بعد أن قدّم تسلا الشرح حول محركه الحثي وحصول ويستنغهاوس على حقوق استغلال براءة اختراعه سنة 1888 م، دخل تسلا رسميًا معترك «حرب التيارات» في جانب أنصار التيار المتردد. واندلعت حرب التوزيع الكهربائي بين توماس إديسون وجورج ويستنغاهوس التي بدأت على استحياء سنة 1886 م عندما استخدم ويستنغهاوس نظام التيار المتردد للمرة الأولى. ثم اشتعلت المنافسة بين نظامي الإضاءة، بين إديسون وتياره المستمر والمصباح المتوهج وخصمه ويستنغهاوس واستغلاله للتيار المتردد لتشغيل المصابيح القوسية وبعض المصابيح المتوهجة المعدّلة قليلاً للالتفاف حول براءة اختراع إديسون.
كان استحواذ ويستنغهاوس على حقوق براءة اختراع المحرك ذي التيار المتردد حجر الزاوية لبناء نظام كامل يعمل بالتيار المتردد، إلا أن الضغوط المالية نتيجة شراء براءات الاختراعات وتوظيف المهندسين لتنفيذه نتج عنها تأخير تطوير محرك تسلا لفترة. أسفرت المنافسة على توجّه إديسون لاستخدام التيار المتردد سنة 1890 م، وبحلول سنة 1892 م لم يعد الاستحواذ لتوماس إديسون على شركته الخاصة التي تم دمجها في تكتل جنرال إلكتريك وتحولت بالكامل لاستخدام التيار المتردد.

### نظام تسلا متعدد الأطوار
في بداية سنة 1893 م، حقق بنجامين لام المهندس في شركة ويستنغهاوس تقدّمًا عظيمًا في تطوير نسخة فعّالة من محرك تسلا الحثّي، وبدأت شركة ويستنغهاوس الترويج لنظام التيار المتردد متعدد الأطوار تحت اسم «نظام تسلا متعدد الأطوار». اعتقد ويستنغهاوس أن اختراعات تسلا منحته أفضلية بين أنواع التيار المتردد المختلفة.
وفي سنة 1893 م، فاز جورج ويستنغهاوس بمناقصة إضاءة المعرض العالمي الكولومبي لسنة 1893 م في شيكاغو بالتيار المتردد متفوقًا على عرض جنرال إليكتريك، وقد خصص هذا المعرض العالمي مبنى للمعروضات الكهربائية. كان هذا الحدث محوريّا في تاريخ التيار المتردد، حيث بيّن ويستنغهاوس لعموم الأمريكيين أمان وموثوقية وكفاءة نظام التيار المتردد. شرح تسلا سلسلة من الموضوعات الكهربائية في المعرض الكولومبي، تحت لافتة تعلن عن «نظام تسلا متعدد الأطوار»، كان قد سبق له شرحها في أنحاء أمريكا وأوروبا، وشملت استخدام الضغط العالي، واستخدام التيار المتردد عالي التردد لإضاءة مصباح مفرغ الغاز لا سلكيًا.
كتب أحد الحضور:
شرح تسلا أيضًا مباديء المجال المغناطيسي الدوّار في المحرك الحثّي عن طريق شرح كيفية إيقاف بيضة نحاسية على قاعدتها باستخدام جهاز صنعه وسمّاه «بيضة كولومبوس».

### شلالات نياجرا وبراءات الاختراعات
في سنة 1893 م، ترأس ريتشارد دين آدامز شركة شلالات نياجارا للإنشاءات، وتبنّى نظرة تسلا حول النظام الأفضل لنقل الطاقة المولّدة من الشلالات. وخلال سنوات، كان هناك سلسلة من المقترحات ومنافسة مفتوحة حول الطريقة المثلى لاستغلال طاقة الشلالات. تقدّم عدد من الشركات الأمريكية والأوروبية بمقترحات لاستغلال تلك الطاقة باستخدام أنظمة التيار المتردد ثنائي الأطوار وثلاثي الأطوار والتيار الثابت عالي الجهد ونظام الهواء المضغوط. أبلغ آدامز تسلا معلومات حول الأنظمة التي تقدّمت بها الشركات، فنصحه تسلا باستخدام التيار المتردد ثنائي الأطوار الذي هو الأكثر موثوقية، ولوجود نظام وستنغهاوس لإضاءة المصابيح المتوهجة باستخدام نظام التيار المتردد ثنائي الأطوار. أبرمت شركة الشلالات تعاقدًا مع شركة وستنغهاوس لإنشاء نظام تيار متردد ثنائي الأطوار عند الشلالات بناءً على نصيحة تسلا، وأوضح وستنغهاوس في المعرض الكولومبي قدرة شركته على إنشاء نظام تيار متردد كامل. كما أبرمت الشركة تعاقدًا آخر مع شركة جينرال إليكتريك لإنشاء نظام لتوزيع التيار المتردد.
وفي منتصف العقد الأخير من القرن التاسع عشر، دخلت شركة جينرال إليكتريك المدعومة من المُموّل جون بيربونت مورجان في صراع سطرة وصراع براءات اختراعات مع شركة ويستنغهاوس للكهرباء. إلا أنهما اتفقا على تقاسم البراءات سنة 1896 م، ولكن تحت وطأة القروض، اضطر ويستنغهاوس لإعادة النظر في براءة اختراع تسلا للتيار المتردد. (في تلك الفترة، كان ويستنغهاوس قد دفع حوالي 200,000 دولار أمريكي لتسلا وبراون وبيك مقابل الترخيص له باستخدام براءة الاختراع.) في سنة 1897 م، شرح ويستنغهاوس لتسلا وضعه المالي، وأبلغه بأنه إن استمر الوضع على تلك الحالة، فلن تستمر شركة ويستنغهاوس للكهرباء، وسيضطر تسلا للتعامل مع البنوك للحصول على فوائد براءة اختراعه. وأقنع ويستنغهاوس تسلا بإنهاء التزام الشركة بالدفع لتسلا مقابل براءة اختراعه، وعرض على تسلا شراء البراءة نهائيًا مقابل 216,000 دولار أمريكي. بهذا الاتفاق، أنهى ويستنغهاوس مسألة دفعه 2.5 دولار أمريكي لتسلا مقابل كل حصان قدرة من التيار المتردد التي أنهكته ماديًا بعد النجاح السريع والشعبية التي حظي بها التيار المتردد.

### المواطنة الأمريكية
في 30 يوليو 1891 م، أصبح تسلا مواطنًا أمريكيًا، وهو في عمر الخامسة والثلاثين. أنشأ تسلا معمله في جنوب الشارع الخامس في مدينة نيويورك، ثم أنشأ آخر في 46 شارع هيوستن في مانهاتن. أضاء تسلا مصابيح لا سلكيًا، ليُدلّل على إمكانية نقل الطاقة لاسلكيًا. في نفس السنة، اخترع تسلا ملف تسلا. شغل تسلا منصب نائب رئيس المعهد الأمريكي لمهندسين الكهرباء بين سنتي 1892-1894 م، وهو المعهد الذي انبثقت عنه جمعية مهندسي الكهرباء والإلكترونيات (إضافة إلى معهد مهندسي الراديو).

### اختبارات الأشعة السينية

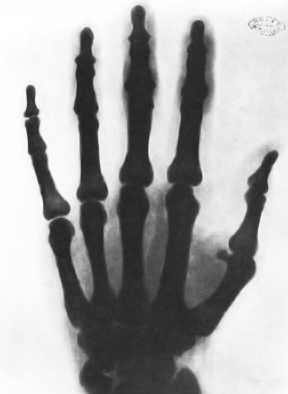
صورة بالأشعة السينية التقطها تسلا.

منذ سنة 1894 م، بدأ تسلا الاستقصاء حول ما وصفه طاقة مشعّة «غير مرئية» بعدما لاحظ تلف فيلم في معمله في إحدى تجاربه السابقة (عُرفت لاحقًا باسم «أشعة رونتغن» أو «الأشعة السينية»). استخدم تسلا في تجاربه تلك أنابيب كروكس، وهي أنابيب تفريغ كهربائية باردة. وبعد فترة وجيزة، فقد تسلا مئات من أبحاثه الأولى حول نماذج اختراعات ومخططات وملاحظات وبيانات معملية وصور قيمتها نحو 50,000 دولار في حريق نشب في مارس 1895 في معمله بالشارع الخامس. نقلت نيويورك تايمز عن تسلا قوله: «أنا في غاية الحزن حتى أنني لا أرغب في الحديث. ما الذي يمكنني قوله؟» التقط تسلا مصادفةً صورة بالأشعة السينية - قبل أسابيع من إعلان فيلهلم كونراد رونتغن في ديسمبر 1895 م اكتشافه للأشعة السينية— أثناء محاولته تصوير مارك توين ضوئيًا باستخدام أنبوب غايسلر، أحد أنواع أنابيب الغاز المفرغة القديمة. إلا أن الشيء الوحيد الذي ظهر في الصورة هو صورة البرغي المعدني الذي يستخدم لغلق عدسة الكاميرا.
في مارس 1896 م، بعد أن علم تسلا باكتشاف رونتغن للأشعة السينية (التصوير الشعاعي)، واصل تسلا تجاربه على التصوير الإشعاعي، فصمّم صمام مفرغ عالي التردد ذي فتحة واحدة لا يستخدم قطبًا كهربيًا كهدف، ويعمل بالطاقة الناتجة من ملف تسلا (المصطلح الحديث لتسمية هذه الظاهرة هو «أشعة الانكباح»). وفي ورقته البحثية، ابتكر تسلا العديد من الأجهزة التجاربية لإنتاج الأشعة السينية. قال تسلا: «ستمكننا الأجهزة من توليد أشعة رونتغن بقوة أكبر من الأجهزة العادية.»
لاحظ تسلا أضرار العمل الناتجة من الأجهزة التي تُنتج الأشعة السينية. وخلال تجاربه حول هذه الظاهرة، أرجع تسلا سبب تلف الجلد لأسباب عدة. فقد اعتقد تسلا أن تلف الجلد سببه الأوزون وليس أشعة رونتغن، إضافة إلى التأثير المحدود لحمض النتروز. كما أخطأ تسلا حين اعتقد أن الأشعة السينية هي موجات طولية كالموجات الناتجة من البلازما، وأن موجات البلازما تلك قد تحدث في المجالات المغناطيسية منعدمة القوى [الإنجليزية].
في 11 يوليو 1934 م، نشرت صحيفة «نيويورك هيرالد تريبون» مقالة لتسلا، وصف فيها حدثًا حدث له في بعض المرات وهو يقوم بتجاربه مستخدمًا الأنابيب المفرغة أحادية القطب، حيث تكسر بعض الجسيمات الدقيقة المهبط وتخرج من الأنبوب وتصدمه في جسده. قال تسلا: «شعرت بألم حاد لاذع حين دخلت إلى جسدي، وهو الألم الذي تكرر مرة أخرى في المكان الذي مرت به.» وبمقارنة هذه الجسيمات مع قطع المعدن التي وجهها مسدسه الكهربائي، قال تسلا: «الجزيئات في شعاع القوة ... سوف تنتقل أسرع بكثير من تلك الجسيمات ... وستنتقل في جماعات.».

### الراديو

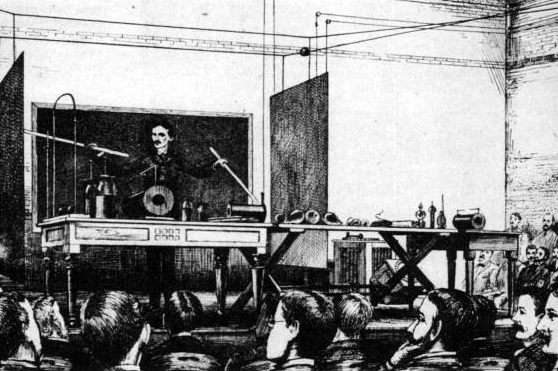
توضيح تسلا للنقل اللاسلكي للطاقة خلال محاضرته التي ألقاها سنة 1891 حول التردد والجهد العالي.

ترجع نظريات تسلا حول احتمالية نقل موجات الراديو إلى محاضراته التي ألقاها سنة 1893 م في سانت لويس، ميسوري، وفي معهد فرنكلن بفيلادلفيا، بنسلفانيا، والجمعية الوطنية للإضاءة الكهربائية. ونُشرت الشروحات والمباديء التي اعتمدها تسلا على نطاق واسع في العديد من وسائل الإعلام حينها. كما استُخدم عدد من اختراعات تسلا مثل ملف تسلا في تطوير الراديو.

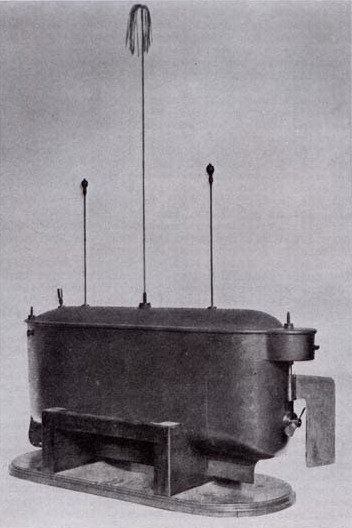
في سنة 1898 م، اخترع تسلا جهازًا يتحكم في قارب عن طريق موجات الراديو

أجرى تسلا تجاربه على موجات الراديو سنة 1896 م في فندق غيرلتش (لاحقًا سُمّي مبنى موجات الراديو)، حيث كان يسكن حينها. وفي سنة 1898 م، شرح تسلا أمام العامة كيفية التحكم في قارب بموجات الراديو وذلك في حديقة ميدان ماديسون. وصف الحشد الذي شهد التجربة على حركة القارب بأوصاف مهينة كالسحر والتخاطر وتحريك القارب من خلال قرد مخفيّ مُدرّب على ذلك. حاول تسلا بيع فكرته للجيش الأمريكي في هيئة طربيد موجّه بموجات الراديو، ولكن الجيش لم يبد اهتمامًا. وظلت فكرة الطوربيد نظرية حتى الحرب العالمية الأولى وما بعدها، عندما أدخلتها بعض الدول في برامجها العسكرية. حاول تسلا الترويج مجددًا لفكرته حول التحكم عن بعد عندما سافر كلورادو سبرينغس في 13 مايو 1899.
وفي سنة 1900 م، منح تسلا براءة اختراع «نظام لنقل الطاقة الكهربائية» و«ناقل كهربائي». وعندما أجرى غولييلمو ماركوني تجربته الشهيرة لنقل موجات الراديو عبر الأطلنطي سنة 1901 م، ادعى تسلا أنه أجرى تجربته مستفيدًا من 17 من براءات اختراعات تسلا، رغم عدم تدعيمه لزعمه بالمصادر الكافية. كانت تلك بداية لسنوات من المعارك القضائية حول براءات اختراعات الراديو التي ربحها تسلا سنة 1903 م، ثم استئنف ماركوني وربحها سنة 1904 م. وفي سنة 1943 م، حكمت المحكمة العليا للولايات المتحدة بنسبة براءات اختراعات الراديو لتسلا وأوليفر لودج وجون ستون. أوضحت المحكمة أن قرارها لا يُنقص من حق ماركوني في كونه أول من حقق بثًا إذاعيًا. (هناك إدعاء بأن قرار المحكمة كان يهدف لإبطال مطالبات شركة ماركوني أثناء الحرب العالمية الأولى لبعض حقوقها من حكومة الولايات المتحدة من خلال منح تسلا ملكية براءات الاختراعات).

### كولورادو سبرينغز

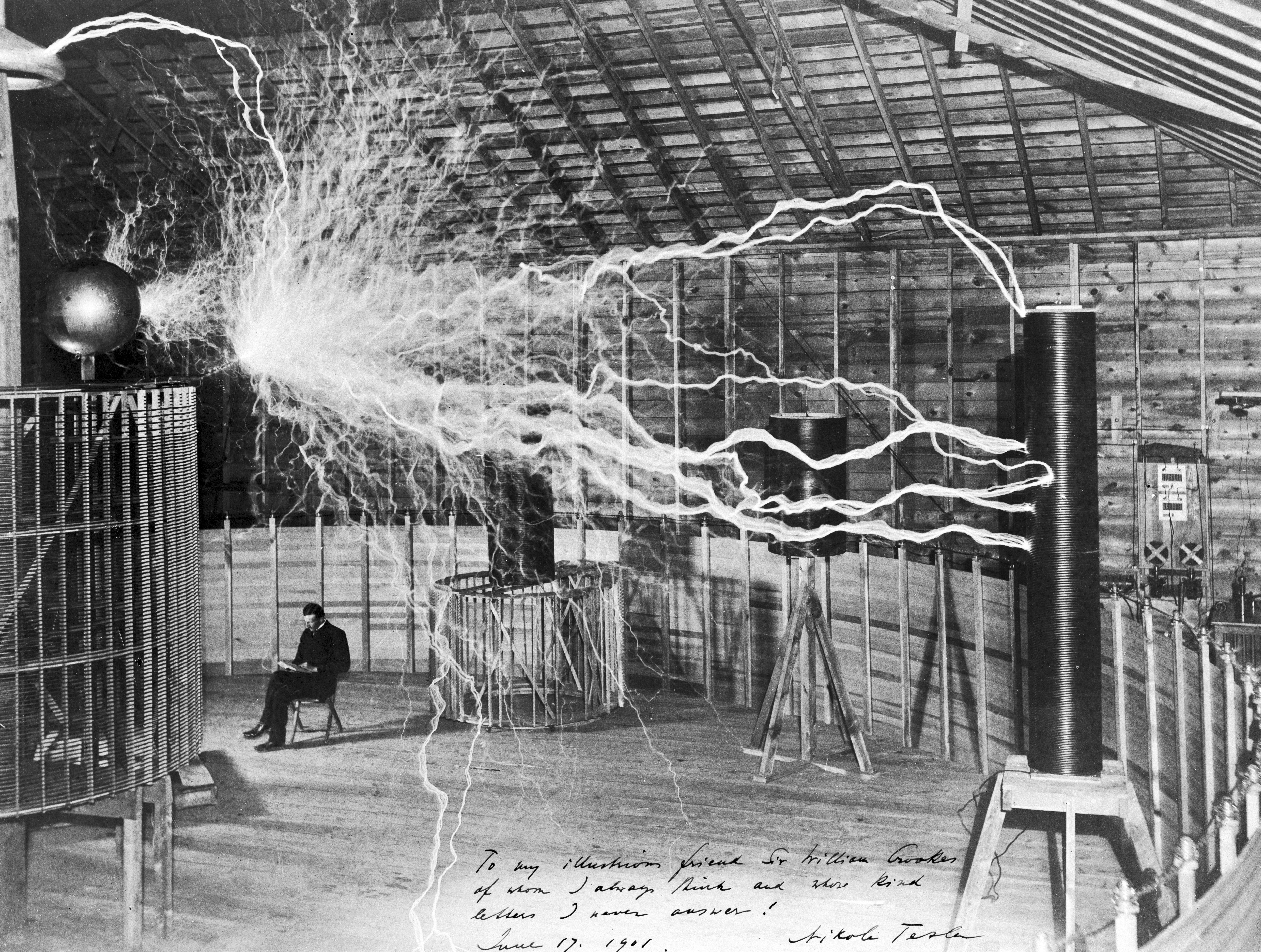
صورة من 68 صورة التقطها مصور مجلة القرن ديكنسون آلي لتسلا وهو يجلس في مختبره في كولورادو سبرينغز بجوار «الناقل المكبر» الذي يُولّد ملايين الفولتات. لم تكن الأقواس ذات السبعة أمتار طولاً جزءً من التجربة، ولكنها استخدمت لتبديل عكس الطاقة بصورة سريعة.

في 17 مايو 1899 م، انتقل تسلا إلى كولورادو سبرينغز، حيث أجرى تجاربه حول الجهد العالي والتردد العالي؛ كان مختبره بالقرب من شارع فوتي أيف وكيوا اختار تسلا هذا الموقع لوجود نظام توزيع طاقة ذو تيار متعدد الأطوار الذي سيمنحه الطاقة التي تلزمه لإجراء تجاربه. وفي 15 يونيو 1899 م، أجرى تسلا تجاربه الأولى في مختبره، حيث رصد أول شرارة بطول 5 بوصات، ولكنها سميكة جدًا وذات ضجيج.
درس تسلا كهرباء الغلاف الجوي حيث رصد ضربات الصواعق من خلال أجهزة مستقبلاته. وسجّل أنه رصد فيها موجات راكدة. أكدت دراسة تسلا للصواعق صحة معتقده بأن للأرض رنين.
صنع تسلا برقًا اصطناعيًا، قدرته ملايين الفولتات وشرارته بطول 135 قدم، سُمع صوت هذا البرق على بعد 15 ميل في كريبل كريك. ورصد الناس الذين كانوا في الطرقات شرارات على الأرض بين أقدامهم. وانطلق الشرر من صنابير المياة عند لمسها. وأضاءت المصابيح في دائرة نصف قطرها 100 قدم من المختبر حتى وهي في وضع الغلق. وتلقّت الخيل شحنة كهربية من خلال حدواتها المعدنية. وتكهربت الفراشات، وهي تحوم في حلقات ولها هالات زرقاء من شرر القديس إلمو حول أجنحتها. وخلال التجربة، أتلف تسلا
دون قصد محطة توليد الكهرباء متسببًا في انقطاع الطاقة. وقد شرح تسلا ما حدث في أغسطس 1917 م في The Electrical Experimenter، قائلاً: «كمثال على تحرير عدة مئات كيلو واط من الطاقة عالية التردد، تبين أن المولدات في نطاق ستة أميال أحترقت عدة مرات، بسبب قوة التيارات عالية التردد التي مرت من خلالها، والتي سببت شرارات كثيفة قفزت من خلال اللفات ودمّرت العزل.»
خلال عمله في مختبره، رصد تسلا إشارات غير اعتيادية من خلال مستقبلاته التي فسرها بأنها ربما تكون اتصالات من كوكب آخر. كتب تسلا رسالة حول هذا الشأن للصحفي جوليان هاوثورن في 8 ديسمبر 1899 م، وفي ديسمبر 1900 م، أرسل رسالة أخرى لجمعية الصليب الأحمر حول الاكتشافات المحتملة في القرن الجديد، أشار فيها رسائل «من عالم آخر». تعامل الصحفيون مع تلك القصة المثيرة، وقفزوا إلى استنتاج أن تسلا يتلقى إشارات من المريخ. استفاض تسلا في الحديث عن تلك الإشارات في 9 فبراير 1901 م في مقالته لجريدة كوليير الأسبوعية «التحدث إلى الكواكب» حيث قال أنه من غير الواضح له ما إذا كانت «الإشارات المُتحكّم فيها بذكاء» التي تلقاها من المريخ أم الزهرة أم من كوكب آخر. هناك فرضية بأنه استقبل إشارات تجارب ماركوني الأوروبية في يوليو 1899 حين أرسل إشارات عبر الأطلنطي من المحتمل أن يكون تسلا قد استقبلها في كولورادو ويُذكر أنه في سنة 1899 م، منح جون جاكوب آستور الرابع تسلا $100,000 لتطوير وإنتاج نظام إضاءة جديد. بدلاً من ذلك، استخدم تسلا هذا المال لتمويل تجاربه في كولورادو سبرينغز. وفي سنة 1904 م، تعرض مختبره للخراب، وبيعت محتوياته بعد عامين لسداد القروض. دفعت تجارب كولورادو تسلا لإنشاء منشأته للاتصالات اللاسلكية العابرة للأطلنطي المعروفة بواردنكليف بالقرب من شورهام في لونغ آيلند.

## سنوات واردنكليف

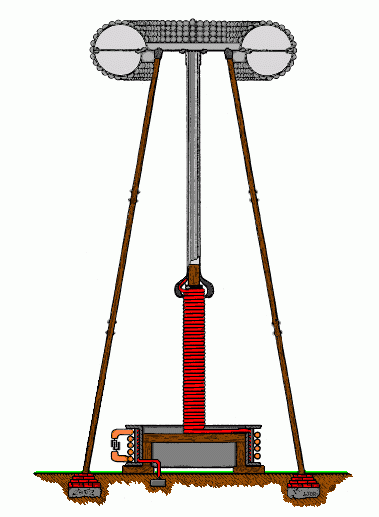
ملف تسلا ذو الناقل اللاسلكي
'

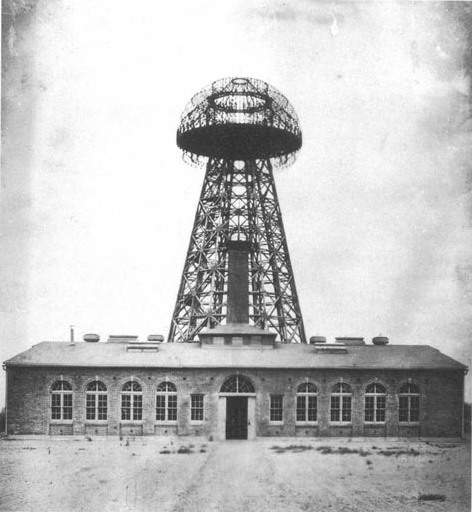
مصنع واردنكليف في لونغ آيلند سنة 1904. من خلاله حاول تسلا إثبات إمكانية نقل الطاقة لاسلكيًا عبر الأطلنطلي.

في سنة 1900 م، بدأ تسلا بمبلغ $150,000 ($4٬666٬200 بالقيمة الدولارية اليوم، 51% منها منحها له جون بيربونت مورجان)، التخطيط لإنشاء برج واردنكليف في شورهام، نيويورك، على بُعد 100 ميل شرقي نيويورك على الشاطيء الشمالي للونغ آيلند. ثم طالب تسلا مورغان بعد ذلك بالمزيد من المال لبناء ناقل أقوى. وعندما سأله مورغان أين المال؟، أجاب تسلا أنه تأثر بذعر 1901 المالي [الإنجليزية]، الذي تسبب فيه مورغان. فُزع مورغان من رد تسلا، ومن مطالبته بالمزيد من المال. كتب تسلا مرة أخرى إلى مورغان يلتمس المال، ولكن دون فائدة. كان مورغان لا يزال لم يسدد لتسلا كل أموال الاتفاق الأصلي، مما دعا تسلا للجوء إلى الرهن حتى قبل بدأ بناء البرج.
في ديسمبر 1901 م، نجح غولييلمو ماركوني في نقل الحرف «S» من إنجلترا إلى نيوفاوندلاند واللابرادور لاسلكيًا، ليسبق تسلا، ويصبح أول من ينقل لاسلكيًا عبر الأطلنطي. خلال الخمس سنوات التالية، كتب تسلا أكثر من 50 رسالة إلى مورغان يستعطفه لمنحه المزيد من المال اللازم لاستكمال بناء البرج. من جهة أخرى، واصل تسلا أعمال بناء البرج لتسعة أشهر في سنة 1902 م، حتى بلغ البرج طوله النهائي بارتفاع 57 م. وفي يوليو 1903 م، كتب تسلا لمورغان أنه بالإضافة للاتصال اللاسلكي، فإن بإمكان برج واردنكليف نقل الطاقة لاسلكيًا. في 14 أكتوبر 1904 م، رد مورغان عبر سكرتيره قائلاً: «أنه من المستحيل بالنسبة لي أن أقدم المزيد في هذا الشأن»، وذلك بعد أن راسله تسلا عندما كان مورغان مجتمعًا مع أسقف كانتربري، طمعًا من تسلا في مناشدة روحه المسيحية.
في يونيو 1902 م، نقل تسلا مختبره من شارع هيوستن إلى واردنكليف. وفي عيد مولده الخمسين سنة 1906 م، أجرى تسلا تجربته لتوربين تسلا ذي قدرة 200 حصان، وسرعة 16,000 دورة/دقيقة. وخلال سنتي 1910–1911 م، اختبرت توربيناته في محطة الطاقة المائية في نيويورك بقدرات من 100–5,000 حصان.
اخترع تسلا مذبذبًا ميكانيكيًا يعمل بقوة البخار — مذبذب تسلا. وخلال تجاربه باستخدام مذبذباته الميكانيكية في مختبره بشارع هيوستن، تسبب تسلا في تولّد رنين في عدة مبانٍ. وبعد أن زادت السرعة، تأرجحت الآلة بشدة متسببة في خطر بالغ، مما أجبر تسلا على استخدام مطرقة ثقيلة لإنهاء التجربة بعد أن وصلت الشرطة. في فبراير 1912 م، كتب آلان بنسون في مقالة «نيكولا تسلا، الحالم» التي نشرتها جريدة العالم اليوم، التي احتوت على رسم تخيلي يُظهر الأرض مقسومة إلى نصفين، قائلاً: «زعم تسلا أنه في أسابيع قليلة سيُمكنه أن يصل بقشرة الأرض إلى حالة من الاهتزاز تجعلها ترتفع وتهبط لمئات الأقدام، وتُدمّر الحضارة عمليًا. وإذا استمرت تلك العملية، قال تسلا، في النهاية ستنقسم الأرض إلى نصفين».
اعتقد تسلا نظريًا أن تعرّض المخ للكهرباء، سيُحسّن من ذكائه. وفي سنة 1912 م، خطط تسلا لجعل الطلاب الخاملين أذكياء بتشبيعهم بالكهرباء على غفلة منهم، من خلال توصيل حوائط غرفة الدراسة بالكهرباء، وتمرير موجات كهربائية تتذبذب بتردد عالي. فتتحول الغرفة بأكملها، وفق زعم تسلا، إلى مجال كهرومغناطيسي مُحفّز ومانح للصحة. تمت الموافقة على خطة على الأقل مؤقتًا من قبل مدير مدارس مدينة نيويورك ويليام ماكسويل.

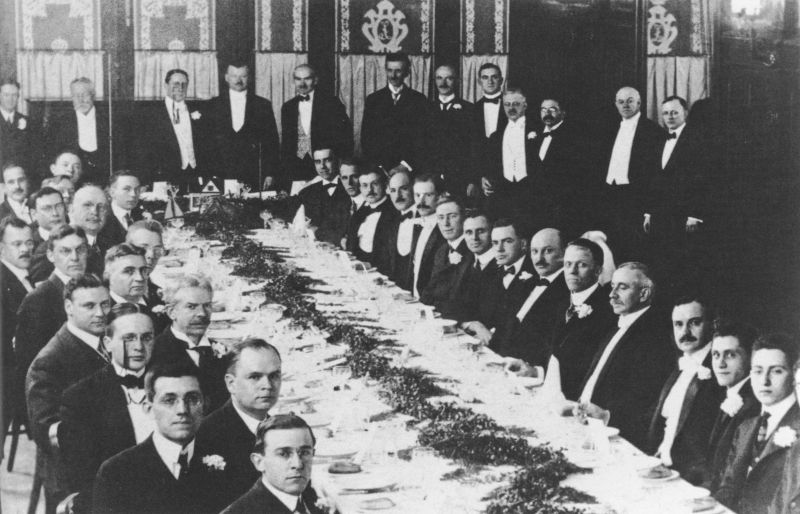
حفلة الطعام الثانية لمعهد مهندسي الراديو في 23 أبريل 1915 م. يظهر فيها تسلا واقفًا في المنتصف.

قبل الحرب العالمية الأولى، سعى تسلا لجذب المستثمرين الأجانب. ومع بداية الحرب، فقد تسلا تمويل الأوروبيين. وفي النهاية، باع واردنكليف مقابل
$20,000 ($516٬700 بسعر اليوم ). وفي سنة 1917 م، وفي الوقت الذي هدم فيه برج واردنكليف تمهيدًا لبناء عقارات، تلقّى تسلا أعلى تكريم من المعهد الأمريكي لمهندسي الكهرباء وسام إديسون. وفي عدد أغسطس 1917 من مجلة Electrical Experimenter، افترض تسلا أن الكهرباء يمكن استخدامها لتحديد موقع الغواصات عبر استخدام انعكاس الأشعة الكهربائية ذات التردد الهائل، واستقبال الإشارة وعرضها على شاشة فلورية (وهو النظام الذي يتشابه في مبدأه مع الرادار الحديث). لم يكن تسلا مصيبًا في فرضيته على قدرة موجات الراديو ذات التردد العالي على اختراق الماء. ولكن إميل غيراردو الذي ساهم في تطوير رادار فرنسا الأول في ثلاثينيات القرن العشرين، قال في سنة 1953 م بأن فرضية تسلا العامة في أن الإشارة ذات التردد العالي جدًا ضرورية كانت صحيحة. وأضاف قائلاً: «تسلا كان يتنبّأ أو يحلم، حيث لم يكن بمقدوره بأي الوسائل تجربة ذلك، ولكن على المرء أن يُقرّ بأنه وإن كان يحلم، فإنه كان يحلم على النحو الصحيح».

### شائعات جائزة نوبل
في 6 نوفمبر 1915 م، أعلن مراسل رويترز في لندن أن جائزة نوبل في الفيزياء لسنة 1915 م مُنحت لتوماس إديسون ونيكولا تسلا؛ ورغم ذلك، كتب مراسل رويترز في ستوكهولم أن جائزة العام ذهبت للسير ويليام هنري براغ وابنه ويليام لورانس براغ لخدماتهم في تحليل البنية البلورية باستخدام الأشعة السينية. وانطلقت حينها شائعات لا أساس لها بأن تسلا و/أو إديسون رفض الجائزة. وأعلنت مؤسسة نوبل أن «أي شائعة تقول بأن شخص ما لم يُمنح جائزة نوبل بسبب نواياه لرفض الجائزة هو أمر سخيف؛ متلقي الجائزة بإمكانه رفض جائزة نوبل بعد إعلانه فائزًا».
رغم ذلك، يزعم كُتّاب السيرة الذاتية لتسلا أن إديسون وتسلا هما الفائزين الأصليين، وأن كلاهما لم يُمنح الجائزة بسبب عدائهما، حيث قلّل كل منهما من إنجازات الآخر ومن أحقيته في نيل الجائزة؛ حتى أنهما تنازعا أولوية تلقّي الجائزة؛ فرفضا التشارك فيها؛ وأن إديسون الغني رفضها لمنع تسلا من الحصول على مبلغ $20,000 قيمة الجائزة.
في السنوت التالية لتلك الشائعات، لم يحصل تسلا أو إديسون على الجائزة (رغم ظهور اسم إديسون في ترشيحات الجائزة لسنة 1915 م، واسم تسلا في ترشيحات سنة 1937 م).

## السنوات الأخيرة
بين سنتي 1919و1922، عمل تسلا في ميلواكي لدى شركة أليس-شالمار. وفي سنة 1928 م، حصل تسلا على براءة اختراعه الأخيرة، U.S. Patent 1,655,114، بتصميمه لطائرة ثنائية السطح قادرة على الإقلاع والهبوط عموديًا، ومن ثم تميل تدريجيًا حتى تطير كالطائرات التقليدية. اعتقد تسلا أن الطائرة ستباع بأقل من 1,000 $. وعلى الرغم من أن الطائرة لم تكن عملية، إلا أنها على الأرجح كانت أقدم تصميم معروف لما أصبح يعرف بالأجنحة المائلة، وكذلك كانت أقدم مقترح لاستخدام المحركات التوربينية في الطائرات الدوارة.
بداية من سنة 1934 م، بدأت شركة ويستنغهاوس للكهرباء والصناعة بدفع مبلغ شهري قدره 125$ لتسلا، بالإضافة إلى دفع أجرة إقامته في فندق نيويوركر، وهي الأجرة التي ظلت الشركة تدفعها حتى وفاة تسلا. تشير عدة مصادر أن ويستنغهاوس كان قلقًا من تناقل البعض الأخبار حول الظروف السيئة التي يعيش فيها مخترعه السابق. وقد صيغت تلك المبالغ في صورة «رسم استشارات» للتحايل على نفور تسلا من تقبّل الصدقة، أو كما زعم مارك سيفر كاتب السير الذاتية أنها كانت تسوية نظير شيء غير محدد.
وفي مقابلة مع تسلا بمناسبة عيد مولده سنة 1935 م، أعلن تسلا عن طريقة لنقل الطاقة الميكانيكية بأقل فقد للطاقة مهما بعدت المسافة، ووسائل اتصالات مرتبطة بها، وطريقة للاستدلال بدقة على الخامات المعدنية المدفونة تحت الأرض.
وفي خريف سنة 1937 م، وبعد منتصف ليل إحدى لياليها، غادر تسلا الفندق ليترجل كالمعتاد إلى الكاتدرائية والمكتبة لإطعام الحمام. وبينما هو يعبر الطريق، صدمته سيارة أجرة بقوة وهو يحاول تخطي حاجزين أمام الفندق. أصيب ظهره بشدة، وكُسر له ثلاثة أضلع (غير معروف حجم الإصابة على وجه التحديد؛ إلا أنه رفض استشارة طبيب كعادته طوال حياته). لم يهتم تسلا بتحديد خطأ من كان، كما رفض المساعدة الطبية، لكنه فقط طلب نقله للفندق. لزم تسلا السرير لأشهر، ولم يعد باستطاعته إطعام الحمام من النافذة؛ وبعد فترة وجيزة، هجره الحمام. وفي بداية سنة 1938 م، استطاع تسلا النهوض من الفراش. واصل تسلا عادته في إطعام الحمام ولكن بصورة أقل من المعتاد، بل وكان أحيانًا ما يرسل أحدهم ليطعمهم بدلاً منه.

### شائعات عن جائزة نوبل
في السادس من شهر تشرين الثاني من العام 1915 تناقلت وكالة الأخبار رويترز تقريراً صادرا من لندن تضمن منح جائزة نوبل في الفيزياء لكل من توماس أديسون ونيكولا تسلا. وعلى الرغم من ذلك ففي الخامس عشر من شهر تشرين الثاني أفاد تقريرٌ من رويترز أن الجائزة لذلك العام قد مُنحت للسيد ويليام براغ ووليام لورنس براغ لما قدموه من خدمات في تحليل بنية الكريستال من خلال الأشعة السينية. وتم تناقل إشاعة آنذاك أن أديسون أو تسلا قد رفض الجائزة. بينما صرّحت مؤسسة نوبل أن أي إشاعة طالت أي شخص يدّعي رفضه للجائزة على الرغم من عدم منحه إياها ما هو إلا كلام فارغ. وذلك لأنّ من يتلقى الجائزة يحقّ له رفضها فقط في حال إعلانه فائزاً بها.
تواترت بعض الأخبار فيما نُشر عن حياة كلّ من تسلا وأديسون أنهما الفائزين بالجائزة (والتي لم تُمنح لهما) لما يكنّه كل منهما من عداء تجاه الآخَر، وأنّ كلاًّ منهما قد سعى في تقليل إنجازات الآخَر وحقّه في نيل الجائزة بالإضافة إلى رفض كل منهما قبول الجائزة في حال إعلان الآخَر فائزاً بها قبله أو مشاركتهما لها سوياً. وقد قيل أن أديسون قد رفض الجائزة ليحرم تسلا من الحصول على الجائزة المالية الخاصة بها والتي تُقدّر بعشرين ألف دولار.
وفي السنوات التي تلت تلك الإشاعات، لم يحصل أيّ منهما على الجائزة على الرغم من ترشيح أديسون في عام 1915 وتسلا في عام 1937 لنيلها.

### جوائز وبراءات اختراع
حصد تسلا عدداً من الجوائز والميداليات في حياته ومنها:
وسام القديس سافا -من الدرجة الثانية- من الحكومة الصربية في العام 1892م
ميدالية إليوت كريسون في عام 1894م
وسام الأمير دانيلو الأول في العام 1895م
ميدالية أديسون للكهرباء والهندسة الكهربائية في العام 1917م
وسام القديس سافا -من الدرجة الأولى- من حكومة يوغوسلافيا في العام 1926م
وسام من العرش اليوغوسلافي في العام 1931م
ميدالية جون سكوت في العام 1934م
وسام النسر الأبيض-من الدرجة الأولى- من حكومة يوغوسلافيا في العام 1936م
وسام الأسد الأبيض -من الدرجة الأولى- من حكومة تشيكوسلوفاكيا في العام 1937م
ميدالية جامعة باريس في العام 1937م
ميدالية جامعة القديس كليمنت (مدينة صوفيا-بلغاريا) في العام 1939م

## وفاته
في السابع من شهر كانون الثاني من العام 1943م مناهزاً الستة وثمانون عاماً، توفيّ تسلا في غرفته رقم 3327 في فندق نيويورك. وتم العثور على جثته من قبل العاملة آليس موناغان بعد دخولها غرفة تسلا متجاهلة إشارة «عدم الإزعاج» والتي قام بوضعها تسلا على الباب قبل يومين من وفاته. قام مساعد الطبيب ويمبلي بفحص الجثة وأقرّ أن سبب الوفاة كان انسداداً في شرايين القلب.
بعد يومين من الوفاة، قام مكتب التحقيقات الفدرالي بتقديم طلب إلى أمانة الملكية المجهولة للاستحواذ على ممتلكات تسلا على الرغم من أنّ تسلا كان مواطنًا أمريكيًا. تمّ استدعاء الأستاذ الجامعي في جامعة متشغان التقنية جون ج ترامب -وهو مهندس كهربائي عُرف كمساعد فنّي لهيئة بحث الدفاع الوطني وذلك بصدد تحليل مقتنيات تسلا التي تم التحفظ عليها. بعد ثلاثة أيام من التحقيق، خُلِّص تقرير ترامب أنه لم توجد أيُّ خطورة في هذه المواد بين أيدي تسلا، موضحًا في صندوق يزعم لاحتواء جزء من أشعة الموت ترامب وجد صندوق مقاومة ذا عقد متعدّد عمره 45 عاماً. في العاشر من كانون الثاني، قام عمدة نيويورك فيوريلو لا جارديا بقراءة مديح في جنازة تسلا في كاتدرائية القديس جون . بعد الجنازة، تم نقل جثمان تسلا إلى مقابر فنكليف في آردسلي في مدينة نيويورك حيث واروها.

## أعماله
لتسلا عددٌ من الكتب والمقالات للمجلات والمحكمات العلمية. من ضمن هذه المؤلفات كتاب «اختراعاتي»: كتاب سيرة ذاتية عن نيكولا تسلا والذي تم جمعه وتحريره من قبَل بِن جونسون. كتاب آخر وهو «اختراعات عظيمة لنيكولا تسلا» والذي جمعه وقام بتحريره دايفيد هاتشر تشايلدرس، وأوراق تسلا.
العديد من مؤلفات تسلا متوفرة بالمجّان أونلاين بما في ذلك مقالة «مشكلة زيادة الطاقة البشرية» والمنشورة في مجلة القرن لعام 1900، ومقالة «تجارب بتيارات بديلة للطاقة والتردد العالي» والتي نُشرت في كتاب اختراعات وأبحاث ومؤلفات نيكولا تسلا.

### تكريمات
بقيت أعمال تسلا في الكتب والأفلام والراديو والموسيقى والمسرح وألعاب الفيديو. إنّ تأثير التقنيات المخترعة والتي تم تصوّرها من قبَل تسلا ما هي إلا نمط عامّ في مختلف أنواع الخيال العلمي.

### عن تسلا

#### مشاريع ومنظمات
مجمع تسلا للكهرباء التقنية في تشيكوسلوفاكيا -سابقاً-
سيارات تسلا -سيارة أمريكية الصنع.
اريكسون نيكولا تسلا- تعاون مع هيئة الاتصالات السويدية المصنّع لاريكسون
جمعية تسلا؛ أنشأَت في 1956م.

#### عطل رسمية
يوم العلوم، صربيا -العاشر من تموز 
يوم نيكولا تسلا -اتّحاد المعلمين في فويفودينا من الرابع إلى العاشر من تموز.
يوم نيكولا تسلا-شلالات نياغارا، العاشر من تموز.
يوم نيكولا تسلا في كرواتيا، العاشر من تموز.
رالي نيكولا تسلا للمركبات الكهربائية في كرواتيا.

#### أماكن
مطار نيكولا تسلا في بلجراد. 
متحف نيكولا تسلا في بلجراد. 
مصنع TPP(نيكولا تسلا) أكبر مصنع في صربيا.
تمت تسمية 128 شارعاً على اسم نيكولا تسلا تكريماً له في كرواتيا.
تم تسمية حفرة انهدامية بطول 26 كيلومتراً على سطح القمر باسم نيكولا تسلا.

#### مدارس
مدارس نيكولا تسلا للعلوم والتكنولوجيا والهندسة والتي تأسست سنة 2012 في ريدموند واشنطون والتي سُمّيت بناءً علي تصويت من الطلبة.

## في الإعلام
تحدث عنه العديد من المرئيات ومنها برنامج «دهاليز عمرو واكد» بحث عمرو واكد فيه عن سر توليد الطاقة غير المحدودة، وحقيقة اكتشافات العالِم نيكولا تسلا.

## وصلات خارجية
- نيكولا تسلا على موقع IMDb (الإنجليزية)
- نيكولا تسلا على موقع الموسوعة البريطانية (الإنجليزية)
- نيكولا تسلا على موقع ميوزك برينز (الإنجليزية)
- نيكولا تسلا على موقع إن إن دي بي (الإنجليزية)
- Tesla Memorial Society of New York مؤسسة تسلا في نيويورك
- متحف تسلا متحف بلغراد.